# Méricourt-en-Vimeu
Méricourt-en-Vimeu település Franciaországban, Somme megyében. Lakosainak száma 104 fő (2022. január 1.). Méricourt-en-Vimeu Aumont, Avelesges, Camps-en-Amiénois, Hornoy-le-Bourg és Warlus községekkel határos.

## Népesség
A település népességének változása:
| Lakosok száma | 107  | 102  | 103  | 103  | 102  | 102  | 101  | 104  |
|               | 2013 | 2015 | 2017 | 2018 | 2019 | 2020 | 2021 | 2022 |